# Périphériques des micro-ordinateurs Atari 8-bit
 (mai 2022).
La mise en forme du texte ne suit pas les recommandations de Wikipédia : il faut le « wikifier ».
Les points d'amélioration suivants sont les cas les plus fréquents. Le détail des points à revoir est peut-être précisé sur la page de discussion.
- Les titres sont pré-formatés par le logiciel. Ils ne sont ni en capitales, ni en gras.
- Le texte ne doit pas être écrit en capitales (les noms de famille non plus), ni en gras, ni en italique, ni en « petit »…
- Le gras n'est utilisé que pour surligner le titre de l'article dans l'introduction, une seule fois.
- L'italique est rarement utilisé : mots en langue étrangère, titres d'œuvres, noms de bateaux, etc.
- Les citations ne sont pas en italique mais en corps de texte normal. Elles sont entourées par des guillemets français : « et ».
- Les listes à puces sont à éviter, des paragraphes rédigés étant largement préférés. Les tableaux sont à réserver à la présentation de données structurées (résultats, etc.).
- Les appels de note de bas de page (petits chiffres en exposant, introduits par l'outil «  Source ») sont à placer entre la fin de phrase et le point final[comme ça].
- Les liens internes (vers d'autres articles de Wikipédia) sont à choisir avec parcimonie. Créez des liens vers des articles approfondissant le sujet. Les termes génériques sans rapport avec le sujet sont à éviter, ainsi que les répétitions de liens vers un même terme.
- Les liens externes sont à placer uniquement dans une section « Liens externes », à la fin de l'article. Ces liens sont à choisir avec parcimonie suivant les règles définies. Si un lien sert de source à l'article, son insertion dans le texte est à faire par les notes de bas de page.
- La présentation des références doit suivre les conventions bibliographiques. Il est recommandé d'utiliser les modèles {{Ouvrage}}, {{Chapitre}}, {{Article}}, {{Lien web}} et/ou {{Bibliographie}}. Le mode d'édition visuel peut mettre en forme automatiquement les références.
- Insérer une infobox (cadre d'informations à droite) n'est pas obligatoire pour parachever la mise en page.

Pour une aide détaillée, merci de consulter Aide:Wikification.
Si vous pensez que ces points ont été résolus, vous pouvez retirer ce bandeau et améliorer la mise en forme d'un autre article.
 (mai 2022).
Les périphériques informatiques Atari 8 bits incluent les lecteurs de disquettes, les imprimantes, les modulateurs/démodulateurs et les contrôleurs de jeux vidéo pour la famille de micro-ordinateurs 8 bits d'Atari, qui comprend les modèles 400/800, XL, XE et XEGS.
Étant donné que les micro-ordinateurs Atari 400/800 8 bits étaient fournis avec un modulateur RF, des réglementations strictes de la FCC limitant les émissions radio s'appliquaient. Par conséquent, la construction interne des systèmes Atari 400/800 utilise de grands cadres métalliques comme cages de Faraday pour éviter les émissions. Cela empêche l'utilisation de cartes internes pour ajouter des connexions pour les périphériques.
Pour permettre une extension facile, Atari a développé le bus SIO (Serial Input/Output) ou, traduit littéralement en français, un omnibus ESC (Entrée/Sortie en Cascade). Cette guirlande de bus relie tous les périphériques Atari en une seule chaîne. La famille de micro-ordinateurs Atari a été conçue pour être facile à étendre pour les utilisateurs novices, avec une prise de connecteur universelle. Les périphériques ont leurs propres identifiants et peuvent fournir des pilotes téléchargeables au micro-ordinateur pendant le processus de démarrage. Cependant, l'électronique supplémentaire de ces périphériques "intelligents" les a fait coûter plus cher que les dispositifs "stupides" des autres systèmes.

## Liste des périphériques
Les noms et le style des périphériques 8 bits d'Atari correspondent généralement à la famille de micro-ordinateur contemporain. Ainsi, ils peuvent être divisés en trois groupes : l'ère 400/800 (4xx/8xx), l'ère XL (10xx) et l'ère XE (commençant par « X »). La dénomination de l'ère XL reflète l'intention initiale d'Atari de lancer une gamme "Atari 1000". Ceux-ci sont atteints de problèmes superficiels et la majorité des périphériques sont compatibles avec n'importe quel micro-ordinateur Atari 8 bits.
Atari n'a pas réussi à sortir une large sélection de machines et de périphériques qui étaient par ailleurs terminés.

### Époque 400/800 (1979-1982)
- 410 Program Recorder - un lecteur de bande, 600 bit/s sur des cassettes compactes.
  - Il existe plusieurs variantes du 410. Les premiers modèles étaient imposants en grande partie en raison d'une dimension de haut-parleur beaucoup plus grande à l'arrière et avaient des boutons à coins carrés. Les versions ultérieures étaient plus petites et avaient des boutons arrondis sur le devant[3].
  - Le 410 utilisait la stéréo avec les données enregistrées sur une piste et l'autre piste contenant de l'audio pouvant être alimenté par la sortie audio du 400 ou du 800 (comme le démontrent les cours de langue). La bande pouvait également être arrêtée et démarrée par programme, à condition que le bouton « Lecture » soit activé.
- 810 Disk Drive - un lecteur de disquettes 5¼", simple densité simple face, 90 Ko.
  - Les disques antérieurs à 1982 "ont une régulation de vitesse notoirement médiocre", rapportait ANALOG Computing en 1983; contrairement à d'autres sociétés, "ATARI n'a commencé à incorporer un séparateur fiable dans le 810 qu'au début de 1982".
- 820 40-Column Printer - matrice à points sur papier machine à additionner.
- 822 Thermal Printer - Thermique 40 colonnes sur papier légèrement plus large.
- 825 80-Column Printer - matrice à points, utilisait l'interface Centronics et nécessitait donc un 850 (reconditionné Centronics 737).
- 830 Acoustic Modem - un modem à 300 bauds, utilisant un coupleur acoustique, utilisé en RS-232 donc requérant un 850 (rebaptisé Novation CAT).
- 835 Direct Connect Modem - un modem 300 bauds, connexion directe, compatible Hayes de base avec l'interface SIO.
- 850 Interface Module - inclus quatre ports RS-232 et un port parallèle Centronics [4].
- CX30 Paddle Controllers - un ensemble de 2 potentiomètres attachés à un seul port de manche à balai Atari . Initialement publié avec la console Atari VCS.
- CX40 Joystick - 8 directions à 1 bouton, sorti à l'origine avec la console Atari VCS. Livré avec certains paquets Atari 400/800 et également vendu séparément. À l'origine entièrement noire, une version avec une base grise assortie a ensuite été livrée avec l'Atari XEGS.
- CX70 Light Pen - un stylo léger. Livré avec un logiciel de démonstration sur cassette.
- CX85 Numerical Keypad - clavier externe qui se branche sur les ports du manche à balai.

#### Prototypes et produits fantômes
- 815 Dual Disk Drive - deux disquettes 5¼", double densité simple face, 180 Ko (un petit nombre de prototypes produits).

|                                   |
| 410 Tape Drive (dernière version) |

|                      |
| 850 Expansion System |

|            |
| Atari CX85 |

### Époque XL (1982-1984)
- 1010 Program Recorder - un lecteur de bande, un remplacement plus petit du 410.
- 1020 Color Printer - un traceur à 40 colonnes avec 4 stylos.
- 1025 Printer - matrice à points 80 colonnes (Okidata ML-80).
- 1027 Letter Quality Printer - lettre de qualité à 80 colonnes imprimée avec un système à 5 roues sur un tambour maintenu encré par un rouleau monté sur le dessus (Mannesmann Tally Riteman LQ).
- 1029 Programmable Printer - matrice à points 7 broches de qualité inférieure à 80 colonnes vendue en Europe (mécanisme Seikosha).
- 1030 Modem - 300 bauds, connexion directe avec logiciel de communication intégré.
- 1050 Dual-Density Disk Drive - disquette 5¼", format "densité améliorée" simple face, 130 Ko.
- 1064 Memory Module - 64 Ko d'extension de mémoire pour 600XL.
- CX75 Light Pen - un stylo léger. Livré avec le programme de dessin AtariGraphics sur cartouche.
- CX77 Touch Tablet - une tablette graphique. Livré avec le programme de dessin AtariArtist sur cartouche[5],[6],[7].
- CX80 Trak-Ball Controller - une boule de commande, contient également un commutateur pour l'émulation du manche à balai.

#### Prototypes et produits fantômes
- 1053 - un lecteur de disquette 5¼", ressemble à un 1050 mais double face double densité, 360 Ko.
- 1055 - un lecteur de disquette 3½", à densité améliorée sur un seul côté.
- 1090 XL Expansion System - un boîtier connecté au port PBI, ou port à Interface de Bus Parallèle (IBP), avec 5 emplacements destinés à diverses cartes d'extension.

|                 |
| 1010 Tape Drive |

|                      |
| 1020 4-Color Plotter |

|              |
| 1027 Printer |

|                 |
| 1050 Disk Drive |

### Époque XE (à partir de 1985)
- XEP80 Interface Module - fournit un affichage à 80 colonnes et une interface parallèle Centronics pour une imprimante, contrôlée par NS405, une puce basée sur 8048. Attaché via un port de manche à balai contrôlé à une synchronisation vidéo horizontale de 15625 bauds [8].
- XC11 Program Recorder - un lecteur de bande.
- XC12 Program Recorder - un lecteur de bande (petit modèle comme le 1010, vendu dans le monde entier). Il était basé sur un lecteur de bande antérieur, Phonemark PM-4401A, non fabriqué par Atari[9]. Un certain nombre de modèles similaires sont sortis, non commercialisés par Atari, principalement en Europe de l'Est et en Amérique latine, dont ceux-ci[9] :
  - XCA12 (même boîtier que XC12).
  - CA12 (même cas que XC12).
  - Lecteur de bande XL12 (un XC12 avec des modifications mineures).
- XF551 Disk Drive - disquette 5¼", double densité double face, 360 Ko.
- XMM801 Dot-Matrix Graphics Printer - 80 colonnes.
- XDM121 Letter-Quality Daisy-Wheel Printer - 80 colonnes.
- XM301 Modem - 300 bauds.
- SX212 Modem - 1200 bauds (également inclus RS-232 pour une utilisation sur les micro-ordinateurs Atari ST).
- XG-1 - un pistolet optique, livré avec l'Atari XEGS[10].

#### Prototypes et produits fantômes
- XF351 - Lecteur de disquette 3½" (jamais sorti).
- XF521 - Lecteur de disquette 5¼", compatible 1050, style XE (jamais sorti).
- XC1411 - Moniteur composite 14" (jamais sorti).
- XM128 - Moniteur monochrome 12" (jamais fabriqué).

|                                  |
| CX40 Joystick (XE version grise) |

|                             |
| Atari XC12 Program Recorder |

|                      |
| Atari XG-1 Light Gun |